# 100回泣くこと
『100回泣くこと』（ひゃっかいなくこと）は、中村航による日本の恋愛小説。

## 概要
『きらら』2005年6月号から11月号に連載されたものに加筆・改稿した上で刊行された。愛する者を永遠に失うという普遍のテーマ作品で、初めは若い女性がメインの読者層だったが、2008年6月に行なった「雨の日に読みたい本」のラインナップでゴスペラーズの北山陽一による「うっかり新幹線で読んで号泣しました」というコメントが載った帯が付いたところ、”新幹線”というワードにビジネスマンの目が留まって各店舗で品切れとなり、特にターミナル駅構内の書店での売り上げが急激に伸びた。以降、男女共幅広い層に支持され、発売から8年で発行部数が77万部を突破。2014年現在は85万部を超えるベストセラーとなっている。
この作品で著者の中村が描こうとしたのは、”濁流のような運命や時間に流されながらもなんとか踏みとどまろうとする2人”と、”大切な人を失った主人公の自意識”。普遍的な恋や感情をよりリアルに丹念に描き、文章を美しくすることよりも1つ1つの表現に嘘が無いかを確認しながら執筆したため、完成までに1年半を要した。タイトルは著者がこの話を書き始めた時にパソコンのファイル名として最初につけた仮タイトルそのままで、彼女が亡くなる前の100日と亡くした後の100日を描こうと思ってつけたもの。「こと」をつけて名詞化したことで、タイトルが内面的な言葉になった気がするとインタビューでは話している。他には「スケッチ・ブック」や、「開かない箱」というタイトル案もあった。
2013年、今作を原作とした映画が公開された。また、水谷愛作画で漫画化され、『Cheese!』（小学館）2013年4月号より連載された。

## あらすじ
実家の母から愛犬・ブックが危篤だと電話を受けた藤井は、彼女・佳美の「バイクで帰ってあげなよ」という言葉に従い、一人暮らしのアパートで4年間眠っていたバイクを動かすことを決意する。
6月11日、バイクのキャブを一緒に洗浄していた佳美に、藤井は「結婚しようか」とプロポーズ。佳美は「うん」と答えたものの、「練習が必要だと思うの」と言い、1年ほど結婚したつもりで一緒に暮らすことになる。
バイクが動き出し、藤井は実家へ。ブックは弱っていたが、藤井の帰省を喜び、容態は持ち直す。
7月7日、佳美が藤井のアパートに引っ越し、結婚の練習という同棲生活が始まる。スケッチブックに誓いの言葉を綴り、3か月に1度、反省会を開くことを決める。幸せを実感し、来年もその先もこの幸せが続くと信じていた二人だったが、この後、自分たちに何が起こるか知る由もなかった。
12月、佳美が風邪を引く。いつもなら3日で治るはずが長引き、心配する藤井を励ます。一旦は回復したものの、年が明け冬が弱まる頃から、佳美は再び体調を崩す。微熱、倦怠感、食欲不振、背中の痛みが続き、実家の千葉で精密検査を受けた結果、思いがけない病名が判明する。卵巣がんの疑い。手術の結果、卵巣明細胞腺がんと診断され、リンパ節への転移も確認される。がんは全て摘出できず、腹膜に小さな腫瘍が残り、抗がん剤治療が必要となる。
プロポーズから1年後の6月11日、抗がん剤の投与は2クール目に入っていた。記念日に藤井から欲しいものを尋ねられた佳美は、「絶対に開かない箱を作って欲しい」と頼む。しかし、藤井は仕事が忙しくなり、以前のように頻繁に病院へ付き添うことができず、約束したもののすぐに制作に取り掛かれなかった。
4クール目までは効果があった抗がん剤も徐々に効かなくなり、別の種類に変えても効果はなかった。腹膜の腫瘍は大きくなり、肝臓と小腸への転移が見つかり、余命3か月と宣告される。そして翌年2月中旬、藤井と両親が見守る中、佳美は静かに息を引き取った。
佳美の死後、毎晩酒に溺れ涙を流す藤井。佳美が亡くなって100日近くが過ぎた頃、試作室の主である石山の協力を得て、ようやく「絶対に開かない箱」が完成する。
佳美が亡くなって2年後、ブックが死んだと母親から連絡が入る。藤井は実家に戻り、ブックの亡骸と佳美からもらった腕時計を揖斐川の河川敷に一緒に埋める。

## 登場人物
藤井
実家を出て4年目の社会人。図書館の駐輪場で子犬だった犬（ブック）を拾い、浪人生活の1年間をいつも一緒に過ごした。実家は岐阜県の赤坂。現在はアパートで一人暮らし。職場は2つ先の駅にあり、印刷機器を生産する工場と繋がったビルでCADを使って図面を描いている。
佳美
藤井と3年付き合っている同い年の彼女。シャープな輪郭に意志の強さと優しさを感じさせ、いつも笑顔を絶やさない。藤井の職場からさらに4つ先の駅にあるデザイン事務所に勤務し、デザイナーとして活躍。絵が得意。実家は千葉県、仙台に兄がいる。藤井と初めて会った日、好きな男性のタイプを「藤井君みたいな人」と答え、良い点を4つ挙げた。藤井の「僕と付き合ってください」という言葉に「はい」と即答した。
ブック（犬）
藤井が高校を卒業した春、図書館の脇で拾った犬。茶色い長毛に覆われ、丸い額と黒目がちな瞳が愛らしい雑種の小型犬。メスだが、拾った当初は生理がくるまでオスと勘違いされていた。1年前、突然体がむくみ始め病院へ。BUN値が170を超え、重度の腎不全と診断されたが、奇跡的に回復し実家で療養中。今年8歳で老犬の域に入っている。いつからか目は見えず、耳もほとんど聞こえない。子犬の頃、藤井がジャンパーの胸にブックを入れてバイクでよく出かけたため、バイクのエンジン音を聞くと大喜びする。ただし、4ストのエンジン音には反応せず、2ストにのみ反応する。大学生になり藤井が初めてバイクで帰省した際、喜びのあまり失禁した。
加藤
ガスステーションのスタッフ。4年ぶりに動かそうとしたバイクの整備を手伝い、バイクが動かない原因となりそうな点を色々と教えてくれる。
石川
ガスステーションのスタッフ。
石山
藤井の職場の工場、試作室のヌシと称される。バイクのキャブ洗浄に使う溶剤・イソプロピルアルコールを分けてくれた。将棋好きで、昼休みには同期で仲の良い総務部長と対局するのが日課。
ムース
藤井と仲が良く、3年前に藤井と佳美を引き合わせた人物。悪人ではないが、頼りにならない一面も。
バッハ
ムースの恋人。佳美と親しい。

## 書籍情報
- 単行本：小学館、2005年10月26日発行、ISBN 978-4-09-386154-0
- 文庫：小学館文庫、2007年11月6日発行、ISBN 978-4-09-408219-7、解説：島本理生
- 漫画（コミカライズ）：フラワーコミックス、2013年6月10日発行、ISBN 978-4-09-135297-2、画：水谷愛[10]

## 映画
監督は恋愛映画の名手とも呼ばれ、『余命1ヶ月の花嫁』、『雷桜』、『軽蔑』などでこれまでも男女の愛の様々な形や心の機敏を見つめ続けてきた廣木隆一により映画化される。脚本は『ソラニン』の高橋泉が担当し、主人公がバイク事故に遭って事故以前1年間の記憶を失い、自分の彼女だった佳美のことも忘れてしまっているというオリジナル設定となっている。映画化については早くから原作者の中村航にオファーをして、原作小説を愛したプロデューサーや脚本家が6,7年かけて企画を通した。脚色について中村は好意的で、「作品の魂みたいなものは大切にしてください」とだけ伝えたという。

### 映画あらすじ
友達の結婚式でまさか会うとは思っていなかったかつての恋人、藤井（大倉忠義）と再会した佳美（桐谷美玲）は内心驚く。しかしそんな佳美の動揺に気づくことなく、「はじめまして」と挨拶してくる藤井。どうやら交通事故に会い、佳美と付き合っていた4年前の1年間の記憶が無いらしい。しばらく乗っていなかった藤井のバイクを修理したり、事故の時に一緒に止まってしまった時計を直したりと、初めて出会った時と同じように付き合いを始める2人。やがて佳美は藤井にプロポーズされるが、佳美は1年間の準備期間を置こうと提案する。4年前に卵巣がんを患った佳美は、治ったとされる5年の区切りが気になっていたのだ。藤井に病気のことを隠したまま付き合いを続ける佳美を見て親友の夏子（ともさかりえ）は心配でならなかったが、佳美は「藤井くんに言ったら絶交だからね。」と釘をさす。
同棲を始め、毎日を楽しく過ごしていた2人。しかし佳美は体調を崩し、熱が出たことから藤井に本当の理由を告げないまま実家に帰り、検査を受ける。そして恐れていたがん再発の事実を知る。それでも藤井には内緒にしようとする佳美に夏子は詰め寄るが、「藤井くんとずっと一緒にいられるのを4年も待ってた」「病人として見てもらいたくない」と、泣きながらも黙って手術を受ける。結局腫瘍は全ては取りきることができず、抗がん剤を投与することになった。
一方、藤井は佳美に電話が繋がらないことを不安に思いながらも自分の実家に帰っていた。そして愛犬・ブックのボールを探していた時に偶然、手紙の束を見つける。そこに書いてあった住所が気になったため訪ねてみると、なんとそこはかつて自分と佳美が一緒に暮らしていた部屋だった。大家によると、今もこの部屋は佳美の名義のままらしい。驚いた藤井は夏子を訪ね、自分が4年前に佳美と付き合っていたことや、佳美が卵巣がんを発症したこと、事故にあったのはその告白を聞いた直後であったことなどを聞く。佳美本人も友達のムース（忍成修吾）も自分の母親（宮崎美子）でさえもそれを黙っていたことで「みんなで俺を騙していたのか」と怒る藤井だったが、そんな藤井を夏子は佳美が入院する病院へと連れていき、佳美の父親（大杉漣）に会わせる。そして4年前、病気のことを聞いて逃げるように姿を消した直後に事故に会ったにもかかわらず、「忘れちゃったなら、最初から無かったことにしよう」と佳美がかばって気遣ったことからみんなが口裏を合わせて黙っていたということを聞く。しかし真相は違っていた。藤井に病気を告白する時、佳美は「子供が産めなくなるかもしれない」ということを何より気にしており、自分の気持ちを疑われたと感じてショックを受けた藤井と口論のようになってしまった。その後、藤井は佳美にプロポーズをするため、指輪を作って持っていく途中に事故にあったのだった。
バイクを直した藤井は夜中、リュックの中にブックを隠して一緒に佳美の病院へ行く。「ブックと3人でもう一度バイクに乗りたい」という佳美の願いを聞き、病院から佳美を連れ出し海岸に行く。藤井は佳美に「私もう治らないと思う。だから藤井君と結婚できない。でもこんな私を今も愛してくれてありがとう」と言われるが、あの日渡せなかった指輪を渡す。佳美は「死が2人を分かつまででいいから一緒にいたい」「ハワイでルナレインボーを2人で見たい」と最後の願いを口にする。
時は過ぎ、佳美は藤井と2人きりの時に静かに息を引き取った。藤井は1人でハワイへ行き、ルナレインボーを見るために毎日海岸へと通う。

### キャスト
- 藤井秀一 - 大倉忠義[16]
- 沢村佳美 - 桐谷美玲[17][18]
- ブック（犬） - アン（ジャック・ラッセル・テリア[19]）
- 中村夏子 - ともさかりえ[17][20]
- ムース（武藤圭介） - 忍成修吾
- バッハ（小川恵子） - 波瑠
- 南雲 - 村上淳
- 藤井和代 - 宮崎美子
- 沢村康彦 - 大杉漣
- 中村有志、蜷川みほ、角替和枝　ほか

### スタッフ
- 監督 - 廣木隆一
- 原作 - 中村航『100回泣くこと』（小学館刊）
- 脚本 - 高橋泉
- 音楽 - 上田禎
- BGM制作 - 葉山たけし
- 主題歌 - 関ジャニ∞「涙の答え」（インペリアルレコード）[21]
- 撮影 - 鍋島淳裕
- 照明 - 豊見山明長
- 録音 - 深田晃
- 美術 - 丸尾和行[22]
- 衣装 - 江頭三絵
- ヘアメイク - 永江三千子
- 編集 - 菊池純一
- 音楽プロデューサー - 安井輝
- 助監督 - 稲葉博文、玉澤恭平、副島正寛、成田啓吾
- 視覚効果 - 松本肇
- 音響効果 - 佐藤祥子（シネマサウンドワークス）
- 特殊メイク - 宗理起也、上西夏紀、亀山夏美
- 操演 - ローカスト
- バイクスタント - ウェルムーブ
- ハワイロケ制作協力 - U international、Hawaii Media
- タイトル - マリンポスト
- ラボ - IMAGICA
- スタジオ - 東宝スタジオ
- メイキング - 成田啓吾
- プロデューサー - 松本整、宇田川寧
- 共同プロデューサー - 大畑利久
- ラインプロデューサー - 湊谷恭史
- アシスタントプロデューサー - 田口雄介
- 製作 - 「100回泣くこと」製作委員会（博報堂DYメディアパートナーズ、ジェネオン・ユニバーサル・エンターテイメントジャパン、小学館、ダブ、ジェイ・ストーム、ショウゲート）
- 製作プロダクション - ダブ
- 配給・宣伝 - ショウゲート

### 製作
主演は関ジャニ∞の演技派として数多くの映像作品に出演する大倉忠義。映画『エイトレンジャー』でグループとしての主演経験はあるが、単独主演と本格的なラブストーリーを演じるのは今回が初となる。松本整プロデューサーは大倉の起用理由を「背も高く俳優として魅力的。関ジャニの立ち位置でも、決して押しつけがましくない存在感」と説明している。主人公を4年間待ち続け、再会した矢先にがんという病魔に侵されてしまうヒロイン・佳美役には桐谷美玲が選ばれた。役作りのため、病気になるシーンを撮る何日か前から甘いものを控えたり主食をスープにしたりと減量を行った桐谷のために、スタッフはクランクアップした後にお菓子の詰め合わせをプレゼントしたというエピソードがある。新鮮さを重視したというキャスティングは、原作者の中村航のお墨付き。特に劇中で大倉が見せる"解熱の舞"（台本には「藤井、解熱の舞を踊る」としか書かれていなかったため、大倉はアドリブで演じた）には「関ジャニ∞の底力を見た気がする」と絶賛し、「真摯でひたむきな大倉さんと桐谷さんに以前から注目していました」、「もの凄くよかったです!」とコメントしている。大倉と桐谷は初共演で最初は全くしゃべらなかったものの、特に話し合いをするでもなく、撮影を重ねるうちにだんだんいろんな話をするようになり、その流れの中で自然に“恋人関係”を築いていったという。
ロケは2012年8月末に関東近郊（東京ゲートブリッジなど）でクランクインした後、神奈川県逗子市のリビエラ逗子マリーナ、宮城県仙台市や、静岡県牧之原市、ハワイ・オアフ島のヨコハマ・ベイや、パワースポットとしても有名なマカプウ・ライトハウス・トレイル（カ・イヴィ州立海岸線）など、約1か月に渡って敢行された。ハワイロケでは撮影用のビザをもらうため、キャスト・スタッフ全員が大使館に行って面接をしなければならなかったという。また、バイクで走るシーンは元々バイクの大型免許を持っていた大倉が自走している。タイトル通り、この作品では大倉・桐谷の2人で合計11回もの泣きのシーンが出てくるが、これについてはリハーサルを含めて100回以上泣いたものの、なかなかうまく感情を込めて泣くことができずに別日に撮り直すこともあり、大倉は「苦い思い出になった」と後のインタビューで明かしている。ハワイロケでは現地スタッフやエキストラも多く参加していたため、契約時間をオーバーすると彼らに追加料金が発生することからそのプレッシャーも最大となったが、最終撮影ではそれも乗り越えて無事に一発OKを出し、ハワイのスタッフからも自然と拍手が沸き起こった。
藤井の部屋は宮城県白石市に実際にある市営住宅を借りて撮影された。全体をダークトーンでまとめ、無印良品で買った収納箱などで整理整頓され、藤井の几帳面な性格を表したものとなっている。しかし佳美が一緒に住むようになると部屋に色を足し、装飾を増やして華やかな印象になるよう部屋の雰囲気を一転させた。ミシンを置いた作業スペースは、大病を患っている佳美が諦めず生きようとする証を表現したもの。部屋の装飾を変化させることで、2人の関係性がわかる空間になるよう意識して作られている。
主題歌は関ジャニ∞の「涙の答え」で、この映画のために書き下ろされた。6月12日に行われた公開記念トークイベントにはサプライズゲストとして関ジャニ∞のメンバー全員が駆けつけ、大倉と共に主題歌を熱唱し、「セリフが切なすぎ」「号泣してしまいました」などと映画の感想も述べた。

### 封切り
公開日より前にタイトルの"100回"にちなみ、桐谷美玲演じる佳美にフォーカスした予告編でもある100秒のWEB特別映像がORICON STYLEで5月24日より独占先行公開されていた。
2013年6月22日、全国223スクリーンで公開され、初日の6月22日-23日の土日2日間で動員11万9092人、興収1億5461万7700円となり、映画観客動員ランキングで初登場第2位を記録。その後も10代から40代の女性層&母娘の親子層の高い支持を受け、観客動員数は封切りから1週間で22万人を突破
、5週連続でTOP10入りを果たし、公開から1か月未満で50万人を突破した。大倉らは映画のPRで全国を回り、タイトルにちなんで観客からの100の質問に答える「100問聞くこと」企画も実施した。最終興収は7.32億円。

#### Blu-ray / DVD
2014年2月5日発売。発売元は小学館、発売・販売元はNBCユニバーサル・エンターテイメントジャパン。
- 100回泣くこと 通常版（1枚組、Blu-rayとDVDでリリース）
  - 映像特典
    - メイキング・オブ・100回泣くこと
    - 予告編集
- 100回泣くこと Blu-ray&DVD愛蔵版（4枚組・初回限定生産）
  - ディスク1：本編Blu-ray（通常版と共通）
  - ディスク2：本編DVD（通常版と共通）
  - ディスク3：特典DVD1
    - ビジュアルコメンタリー（大倉忠義×桐谷美玲×監督：廣木隆一）

  - ディスク4：特典DVD2
    - メイキング・オブ・100回泣くこと（ロングver.）「ラブストーリーの作り方」
    - 藤井くんが見た世界「ハワイ・オアフ島の1日」
    - キャストインタビュー集「俳優たちの告白」
    - オフィシャルイベント集（完成披露試写会 / 大ヒット祈願イベント / スペシャルトークイベント / 公開初日舞台挨拶 / 大ヒット御礼舞台挨拶）
    - 未公開シーン集「映画のかけら」

  - 封入特典
    - オリジナル・ブックレット
    - オリジナル・ブックカバー（ウォータープルーフ仕様&文庫本サイズ）

  - 特製アウターケース付きデジパック仕様

ソフト発売記念としてJR新宿駅とJR大阪駅、地下鉄東山線名古屋駅の全3か所で、巨大ポスターに劇中で2人が交わすセリフを記したカードがタイトルにちなんで各地区100枚限定で貼り付けられ、自由に剥がして持って帰ることができるという巨大ピールオフ広告が展開された。新宿と大阪では2014年2月3日から2月9日まで、名古屋では2月11日から2月17日と期限が定められたものの、結局掲出後すぐに全て配布終了となった。
2014年2月10日付けのTSUTAYAレンタルDVD/Blu-rayランキングでは初登場9位を記録した。

### 映画の評価
今作は泣けるラブストーリーとしての評価が高く、離婚式プランナー・寺井広樹が提唱する"涙活"イベント「涙活男子試写会」でも上映され、クリス松村も大倉が流す涙に「キュンときた」とコメントしている。その他、2013年5月23日に行われた母娘限定試写会でも「何回観ても泣ける」「悲しいけれどあたたかい気持ちになりました」などの声が寄せられた。また、『100回泣くこと』DVD&Blu-ray発売記念としてTSUTAYAとシネマトゥデイが企画し、廣木隆一と中村航も参加して「泣ける映画100選」を選定した。